# Rhinoclemmys annulata
Rhinoclemmys annulata är en sköldpaddsart som beskrevs av den brittiske zoologen John Edward Gray 1860. Rhinoclemmys annulata ingår i släktet Rhinoclemmys och familjen Geoemydidae. IUCN kategoriserar arten globalt som nära hotad. Inga underarter finns listade i Catalogue of Life.
Arten förekommer i Central- och Sydamerika från Nicaragua till Colombia och Ecuador.